# Kodiosoma eavesii
Kodiosoma eavesii är en fjärilsart som beskrevs av Richard Harper Stretch 1872. Kodiosoma eavesii ingår i släktet Kodiosoma och familjen björnspinnare. Inga underarter finns listade i Catalogue of Life.